# Haberhaus (Schaffhausen)

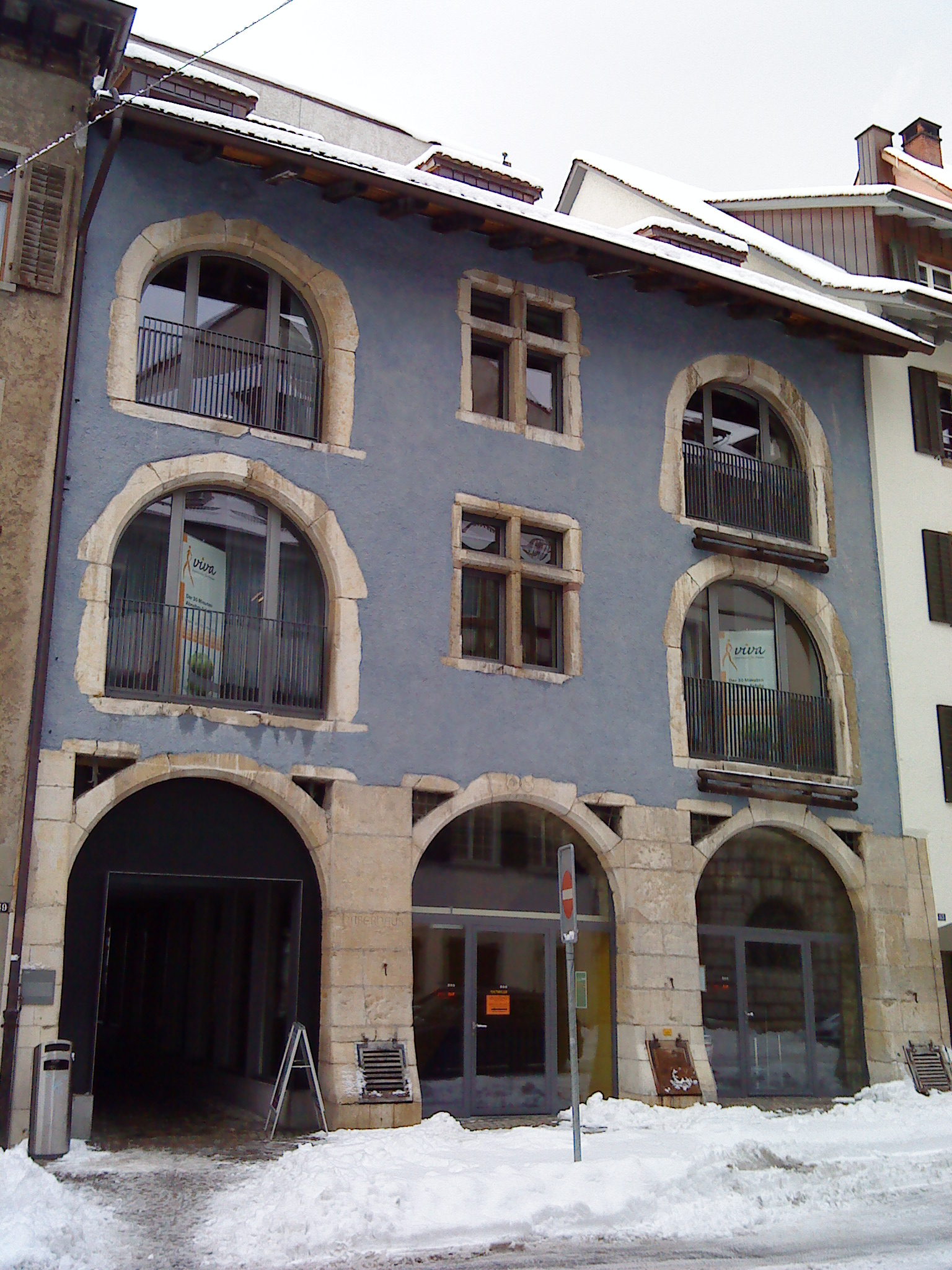
Das Haberhaus in der Neustadt von Schaffhausen.

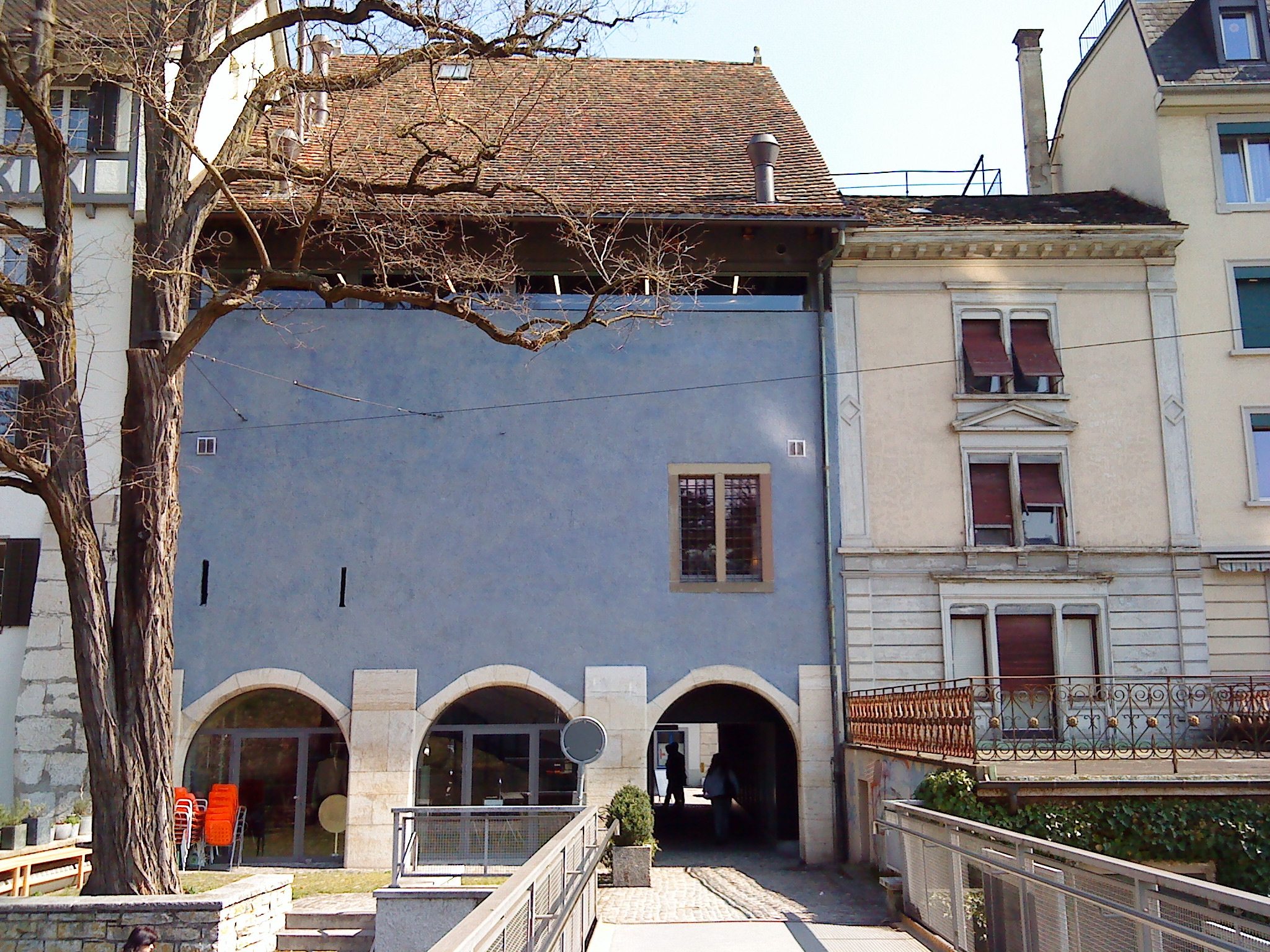
Das Haberhaus von der Grabenstrasse aus gesehen.

Das Haberhaus in der Neustadt von Schaffhausen wurde 1592/1593 als Getreidespeicher für Hafer und Gerste erbaut. Nach mehreren Umnutzungen dient es heute als Restaurant und Wohnhaus.

## Baubeschrieb
Das Haberhaus ist ein Nutzbau mit symmetrisch durch Türbögen und Steinkreuzfenster gegliederter Gassenfassade. Die ursprünglich wehrhaft verschlossene westliche Aussenfront war in der Flucht der Stadtmauer. Das Erdgeschoss wurde als gotische Säulenhalle mit zentralem rundem Treppenturm gestaltet. An den Seitenwänden befinden sich Luftschächte und Lichternischen. In den Gewölbescheiteln wurden Abflusslöcher für das oben gelagerte Getreide eingebaut. Das Haus ist durch einen grossen Gewölbekeller unterkellert.

## Geschichte
Der Handelsherr Josua Baumann-Peyer liess das Gebäude in den Jahren 1592/93 erbauen. Die Verwaltung des Klosters Allerheiligen übernahm Anfang des 17. Jahrhunderts das Haberhaus. 1852 ging es in den Besitz der Stadt Schaffhausen über.

### Umbauten
1858 wurde die Westfassade durchbrochen und ein Durchgang zum Haberhaussteg gebaut. Der Steg führt über die Grabenstrasse und die Bahngleise zum Fäsenstaubpark. 1943 wurden zwei weitere Bogenöffnungen auf der Westseite durchbrochen und die Tore gegen die Neustadt wurden entfernt.

### Parkhaus Herrenacker
In den 1980er Jahren bestanden Pläne, unter den an die Neustadt angrenzenden und als Parkplatz genutzten Herrenacker ein Parkhaus zu bauen. Der Ausfahrtunnel hätte unter dem Haberhaus gebaut werden sollen, wobei der Gewölbekeller als Tunnel gedient hätte. Die Baubewilligung wurde vor dem Bundesgericht angefochten, welches den Einsprachen schliesslich recht gab und die Baubewilligung wieder aufhob. Das Parkhaus wurde Ende der 90er Jahre in abgeänderter Form realisiert.

### Renovation 2005
Das Haus wurde 2005 umfassend renoviert. Die gotische Säulenhalle wird seitdem als Restaurant genutzt. In den Gewölbekeller wurde eine Bühne eingebaut. Dort wird nun ein Kulturclub betrieben. Die Obergeschosse wurden als Wohnungen ausgebaut.

## Quelle
- Infotafel am Gebäude